# Ніколаус Арнонкур
Ніколаус Арнонкур (нім. Nikolaus Harnoncourt, повне ім'я граф Йоганн Ніколаус де ла Фонтен та д'Арнонкур-Унферцагт, нім. Johann Nicolaus Graf de la Fontaine und d'Harnoncourt-Unverzagt; 6 грудня 1929, Берлін — 5 березня 2016)— австрійський  хормейстер, оперний та симфонічний дириґент, засновник одного з перших в Європі ансамблів барокової музики «Concentus Musicus Wien» (1953 р.), виконавець на бароковій віолончелі та віолі да ґамба, дослідник  давньої музики, представник руху автентичного виконавства, педагог.
З 1973 р. Ніколаус Арнонкур— професор "Моцартеумуму" в Зальцбурзі, а з  1983 р. — член Королівської академії мистецтв у Стокгольмі, професор Кельнської вищої школи музики (з 2011 року).
Арнонкур є автором декількох книг, здебільшого з питань історії виконавства і музичної естетики.

## Біографія і творчість
Виходець з аристократичної та високопоставленої родини.Лицарі–хрестоносці і поети, дипломати і політики з роду Арнонкур мали важливу роль в європейській історії, починаючи з 14-го століття. Геральдична лінія Арнонкурів зі сторони матері має спільні витоки  з родиною правлячої династії австрійської імператорської корони.
Н. Арнонкур народився в Берліні, виріс в м. Ґрац в родинному маєтку Меран, навчався в Зальцбурзі і Відні. Був віолончелістом у Віденському симфонічному оркестрі (1952—1969). В 1953 році разом з дружиною, скрипалькою Алісою Хоффельнер створив бароковий ансамбль Concentus Musicus Wien.
Ансамбль, що перші двадцять років збирався на репетиції в вітальні Арнонкурів, почав експерименти зі звуком: учасники позичали старовинні інструменти із музейних фондів, вивчали давні партитури та інші джерела.  Новаторський підхід дав нове життя забутим авторам  та творам різного жанру. Революційна концепція Арнонкура, основою якої була практика «історично інформованої інтерпретації», воскресила музику часів ренесансу та бароко. «Кожна музика вимагає свого звучання», — таким є кредо Арнонкура–музиканта. Н. Арнонкур як художній керівник формації організувував численні концертні турне і записи цілих циклів музики давніх епох на платівках. Крім виконання адміністративних обов'язків, Ніколаус  виконував партії  віолончелі та віолі да гамба.
Перша половина музичного життя Ніколауса Арнонкура пройшла у співпраці, а згодом в протистоянні з  Гербертом фон Караяном. У 1952-му році Караян особисто запросив 23-річного віолончеліста на роботу в Віденський симфонічний оркестр (Wiener Symphoniker), яким керував на той час як мистецький керівник та головний дириґент.
«Я був одним з сорока кандидатів на це місце, - згадував Арнонкур. - Караян мене відразу запримітив і шепнув директору оркестру, мовляв, цього варто взяти вже за те, як він себе тримає». Політику, яку згодом Караян проводив щодо Арнонкура–конкурента, можна назвати планомірним цькуванням: наприклад, він поставив в Зальцбурзі і Відні умову: «або я, або він». Не дивно, що роки, проведені в оркестрі, стали для Н.Арнонкура  найважчими в житті.  В 1969-му році, коли в віці сорока років, Н.Арнонкур звільняється з оркестру і починає  самостійну діяльність.

## Дириґентська діяльність
Через рік Н. Арнонкур дебютував  в міланському театрі Ла Скала (дириґував оперою «Повернення Улісса на батьківщину» Монтеверді, 1970). Проте визнання діяльності відбулося не тільки в площині оперного виконавства, а й в якості одного з найбільш харазматичніших і авторитетних симфонічних дириґентів ХХ ст.
Репертуар Ніколауса Арнонкура-дириґента (як оркестрових творів, так і опери), охоплює віденський класицизм, романтичний репертуар та твори ХХ століття.
Серед значущих проектів, реалізованих Арнонркуром у співпраці з найбільш знаними оркестрами світу — цикл симфоній Бетовена, цикл опер Монтеверді та В.А.Моцарта (обидва - спільно з режисером Цюріхського оперного театру Жаном–П'єром Поннелем), інтерпритації  опер Дж. Верді та Леоша Яначека.
Один із найтриваліших проектів  Н. Арнонкур розпочав в  1971 році. Разом з Густавом Леонгардтом музикант планував здійснити запис  всіх кантат Й. С. Баха. Проект циклу кантат «Teldec Bach» в кінцевому підсумку був завершений в 1990 році і до тепер є єдиним повним циклом кантат, в якому використовувався вказаний автором виконавський склад. Н. Арнокур також зробив перші історично інформовані записи  «Високої меси» Баха (1968 р.) та ораторії «Пасіони за Матвієм» (1970 р.). У 2001 році на студії звукозапису CD-ROMA за ініціативи Арнонкура  колектив Hold Scho Choir записав всі хорові епізоди за оригінальною партитурою Баха.
Кілька разів був запрошеним диригентом Зальцбургського фестивалю.Здійснив постановки опер «Коронація Поппеї» К. Монтеверді, «Весілля Фіґаро», «Дон Жуан»,  «Милосердя Тіта» В. А. Моцарта, що мали широкий резонанс в музичних колах і досі вважаються зразковими.
Не менш плідною була співпраця з оперним театром у Цюриху.  Серед постановок цього часу:  «Вільний стрілець» Карла Марії фон Вебера; «Альфонсо та Естрела», «Замок розваг сатани» Франца Шуберта; оперети «Прекрасна Єлена», «Перікола», «Велика герцогиня Герольштейн» Жака Офеннбаха; «Аїда» Джузеппе Верді.
Завдяки налагодженню тривалої стабільної співпраці із оркестром Консертгебау (м. Амстердам), Камерним оркестром Європи (Chamber Orchestra of Europe), симфонічним та камерним оркестром Віденської та Берлінської філармоній,  Н. Арнонкур мав можливість постійно презентувати широкий спектр оркестрових творів в принципово новій інтерпретації: концерти та симфонії Йозефа Гайдна і Вольфґанґа Амадея Моцарта, Людвіга ван Бетовена, Фелікса Мендельсона, Франца Шуберта, Йоганеса Брамса, Антоніна Дворжака та Антона Брукнера, а також роботи Бели Бартока та Альбана Берґа.
В другій половині 80-х років музикант заснував  щорічний фестиваль «Штіріарте» (назва походить від древньо римської назви рідного краю Арнонкурта — Штирія, проводиться в м. Ґрац). 31 рік на фестивалі маестро поєднував ролі дириґента, виконавця-соліста, а й художнього керівника, головного режисера фестивалю. Тут митець вперше дириґував оперою «Геновева» Роберта Шумана, оркестровими епізодами із опери «Трістан та Ізольда» Ріхарда Ваґнера та, у 2001 році, виконав «Реквієм» Дж. Верді. У 2005 році відбулася прем'єра опери «Кармен» Жоржа Бізе під батутою Арнонкура.
Новий виток творчої діяльності розпочався у 2008 році, коли Ніколаус Арнонкур обіймав посаду не тільки дириґента, але й керував Оперним театром в м. Ґрац. Безпрецедентна постановка опери В. А. Моцарта «Ідоменео» (з якої розпочинає роботу в театрі) здійняла справжню бурю в колі австрійських та європейських мистецьких критиків. У 2009 році тут відбулася одна з найвідоміших в наші дні постановка опери Джорджа Ґершвіна «Поргі і Бесс». Надзвичайно успішним видався  2011 рік: у Ґраці представили постановку опери Берджиха Сметани «Продана наречена», а через дуже нетривалий час оперету «Синя Борода» Ж.Оффенбаха, фільм–оперу «Королева Фей» Генрі Персела.
Завершення творчого та життєвого шлягу було продуманим та напрочуд гідним. 5 грудня 2015 року Ніколаус Арнонкур у відкритому листі повідомив свою аудиторію про закінчення сценічної діяльності. Всього лиш через три місяці, 5 березня 2016 року, він помер в оточенні своєї родини в будинку в Аттерзее.

## Дискографія
У повному списку дискографії  675 позицій. Ось узагальнений перелік:
- музика середньовічна та творчість епохи відродження: Музика двору Максиміліана І; світська та духовна музика Середньовіччя
- барокова спадщина: опера «Дідона та Еней», семі-опера «Діоклетіан» Г. Персела, цикл ораторій Г. Ф. Генделя («Месія»,«Саул»,«Валтасар»,	 «Олександрівське	свято», «Ода	на день святої Сесилії», «Їфтах»,	«Теодора», «Самсон» ) та низка оркестрових	і камерно-інструментальних творів	(серед них — оркестрова сюїта «Музика	на воді», кончерто ґроссі ); всі кантати,	сюїти для віолончелі соло  та	«Бранденбурзькі концерти», «Різдвяна	ораторія», «Пасіони за Матвієм»,  вибрані	мотети Й. С. Баха; Подвійні концерти	Георга Фрідріха Телемана; опери	«Коронація Поппеї»,  «Орфей», «Повернення	Улліса  на батьківщина»  К. Монтеверді;	кілька дисків музики для клавесину	Жана Філіпа Рамо; цикл «Пори року» та	низка інших інструментальних концертів	Антоніо Вівальді; сюїти для віол Марена	Маре; інструментальні концерти Йоганна	Йозефа Фукса; сонати та інші твори	Ігнаца Бібера; твори Джованні Леґренці
- музика	класицизму: всі	симфонії, опера «Фіделіо», романси,	концерти для скрипки та «Урочиста меса»	Л. ван Бетовена; концерти для скрипки	з оркестром, низка симфоній, фортепіанні	твори (у співпраці з американсько–китайським	піаністом Ла Лангом), чотири концерти	для валторни з оркестром, концерти для	фагота з оркестром, концерт для труби	з оркестром, вибрані духовні твори	(зокрема «Літанія», кілька мес), опери	«Ідоменей», «Тамос, король Єгипту»,	«Чарівна флейта»,  «Дон Жуан», «Так	чинять всі», «Викрадення з сералю»,	«Фальшива садівниця» В. А. Моцарта;	обрані фрагменти з опер Антоніо Сальєрі;	симфонії Й. Гайдна, ораторія «Пори	року», опера «Арміда»;
- творчість	ХІХ ст.:	Музика двору Марії Терезії, цикл	симфонічний поем «Моя батьківщина» Б.	Сметани та опера «Продана наречена»;	всі симфонії, вокальний цикл «Прекрасна	млинарка» та деякі з опер Ф. Шуберта;	обрані вальси Йоганна Штрауса; увертюри	«Сон літньої ночі» та «Вальпургієва	ніч» Ф. Мендельсона, третя та четверта	симфонії Роберта Шумана; Симфонії А.	Брукнера; Симфонії, концерти для	фортепіано з оркестром, інструментальні	твори інших жанрів, а також «Німецький	реквієм»  Й. Брамса; «Аїда» Дж. Верді;	симфонія з «Нового Світу» Антоніна	Дворжака;
- музика І половини ХХ століття: опера «Поргі і Бес» Дж. Ґершвіна; музика для струнних, ударних та челести  Бели Бартока та багато інших композицій.

## Книги
Погляди на історичне виконавство та те якою має бути інрепритація музика різних епох на сучасному етапі Н. Арнонкур чітко виклав у кількох працях:
- «Про музику: Моцарт та інструменти наслідування» (якщо перекладати дослівно: «Про музику:  Моцарт та інструменти мавпування» (Über Musik: Mozart und die Werkzeuge des Affen)
- «Музика бароко. Шлях до нового розуміння»
- «Мої сучасники: Бах, Моцарт, Монтеверді»
- «Музика як мова звуків»

## Нагороди, визнання
Серед премій і нагород:
- Премія Еразма (1980, Нідерланди)
- Премія Леоні Соннінг (1993, Данія)
- Polar Music Prize (1994, Швеція)
- Премія Роберта Шумана (1997, Цвікау)
- Медаль Ганса фон Бюлова (1999, Берлін)
- Премія Ґреммі (2001)
- Премія Ернста Сіменса (2002)
- Премія Кіото (2005, Японія)
- Лейпцигська Баховська медаль (2007, Лейпциг)
- орден Pour le Mérite в області мистецтв і науки
- кільце пошани Штирії
- золотий знак «За заслуги перед містом Віднем»
- премія «Грамофон» за прижиттєві досягнення (2009 рік)
- золота медаль Королівського філармонічного товариства (2012 рік)
- Bach Medal (2007 рік)
- Австрійський почесний знак «За науку і мистецтво» (2008 рік).

За результатами опитування, проведеного в листопаді 2010 року британським журналом про класичну музику BBC Music Magazine серед ста диригентів із різних країн, в числі яких такі музиканти, як Колін Девіс (Велика Британія), Валерій Гергієв (Росія), Густаво Дудамель (Венесуела), Маріс Янсонс (Латвія), Арнокур посів п'яте місце у списку двадцяти найвидатніших диригентів всіх часів.

## Родина
Дружина — скрипалька Аліса Арнонкур. Дочка — флейтистка і оперна співачка Елізабет фон Магнус.

## Цікаві факти
Зіграв роль Леопольда, князя Антахальського, у фільмі Жана-Марі Штрауба «Хроніка Анни Магдалени Бах» (1967).